# Carnivore (régime alimentaire)
Pour les articles homonymes, voir Carnassier.
Ne doit pas être confondu avec Carnivora ou Carnivore domestique.

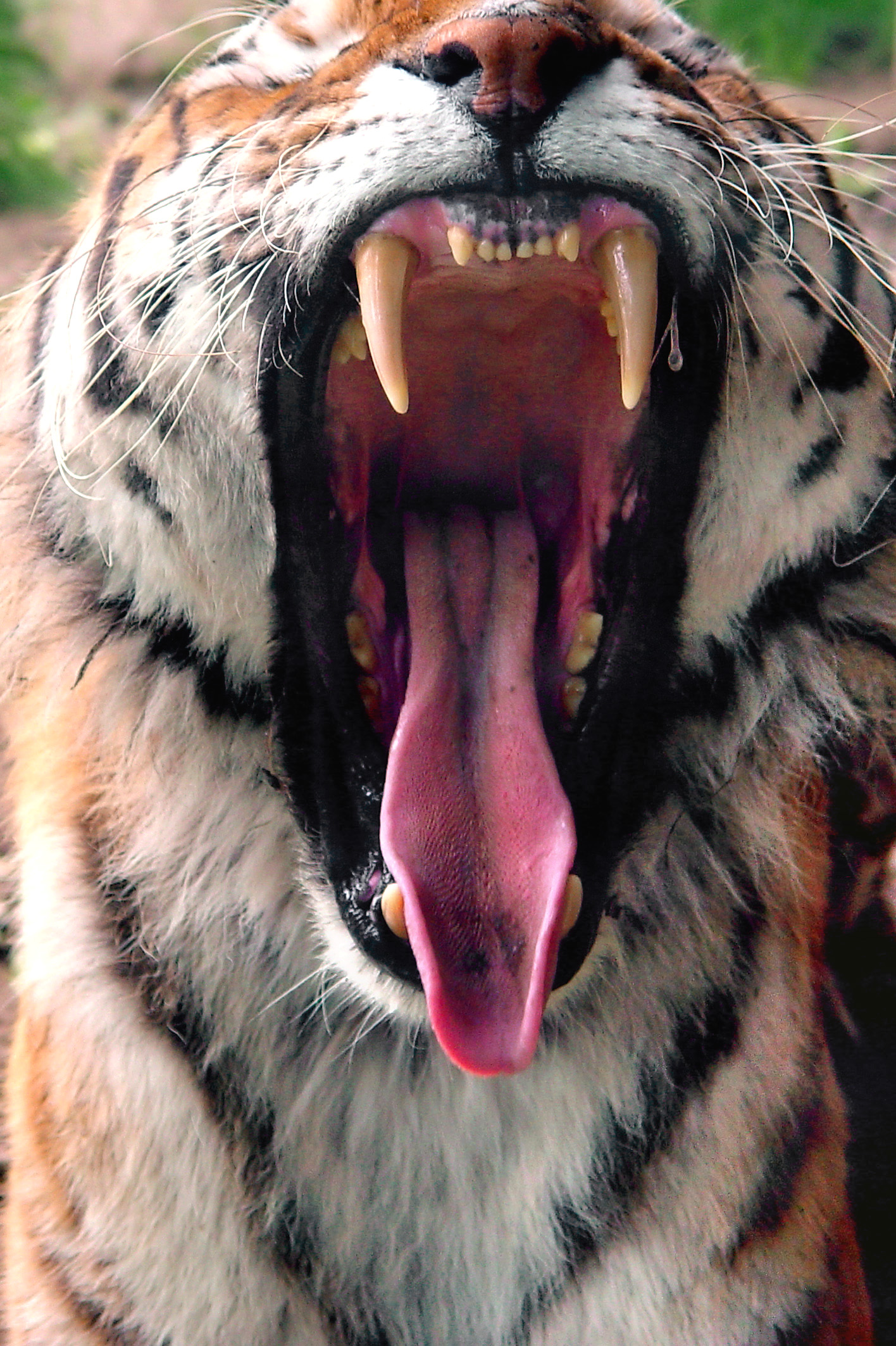
Le tigre est un carnivore notable.

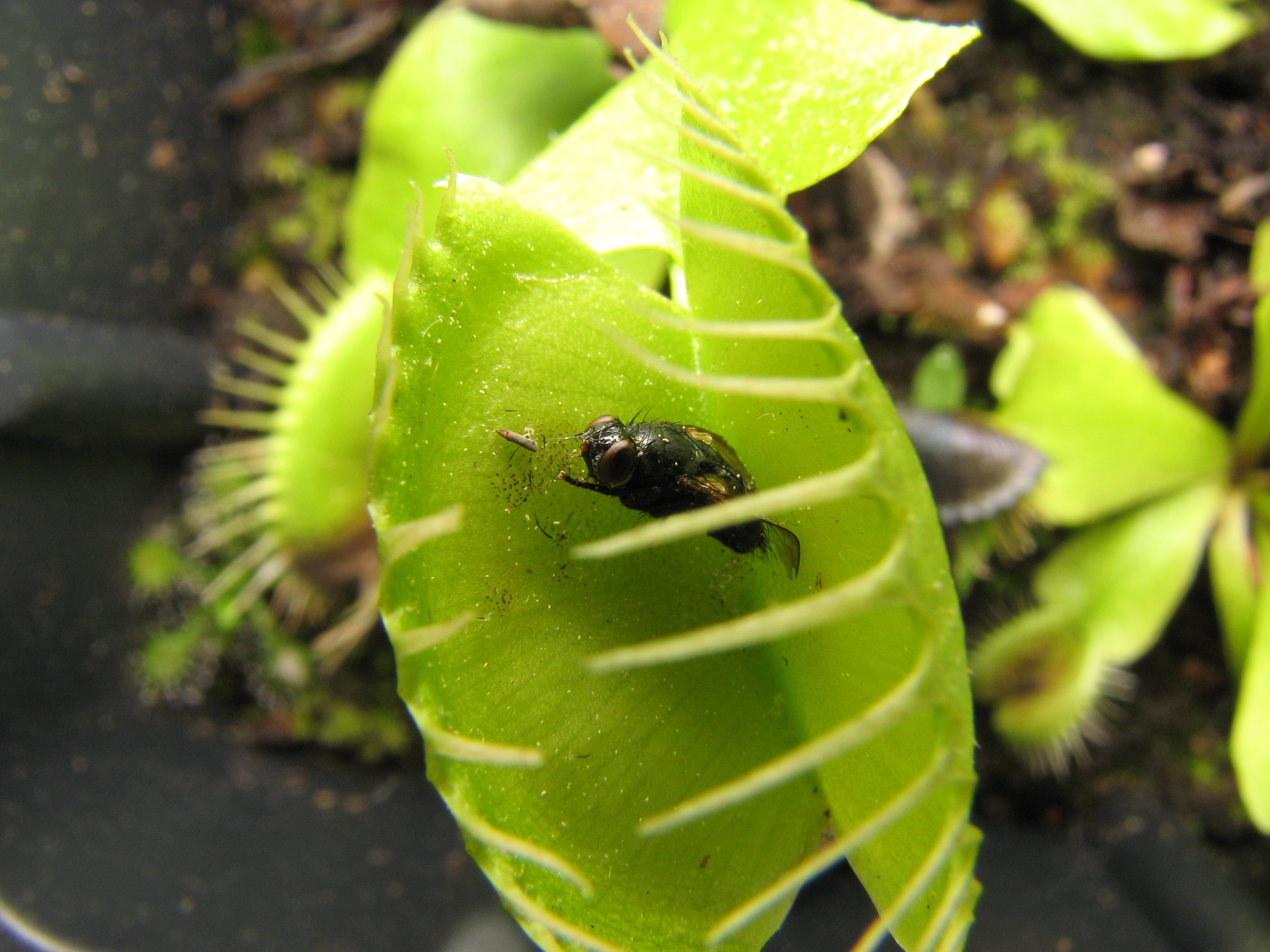
Dionée attrape-mouche, une plante carnivore bien connue.

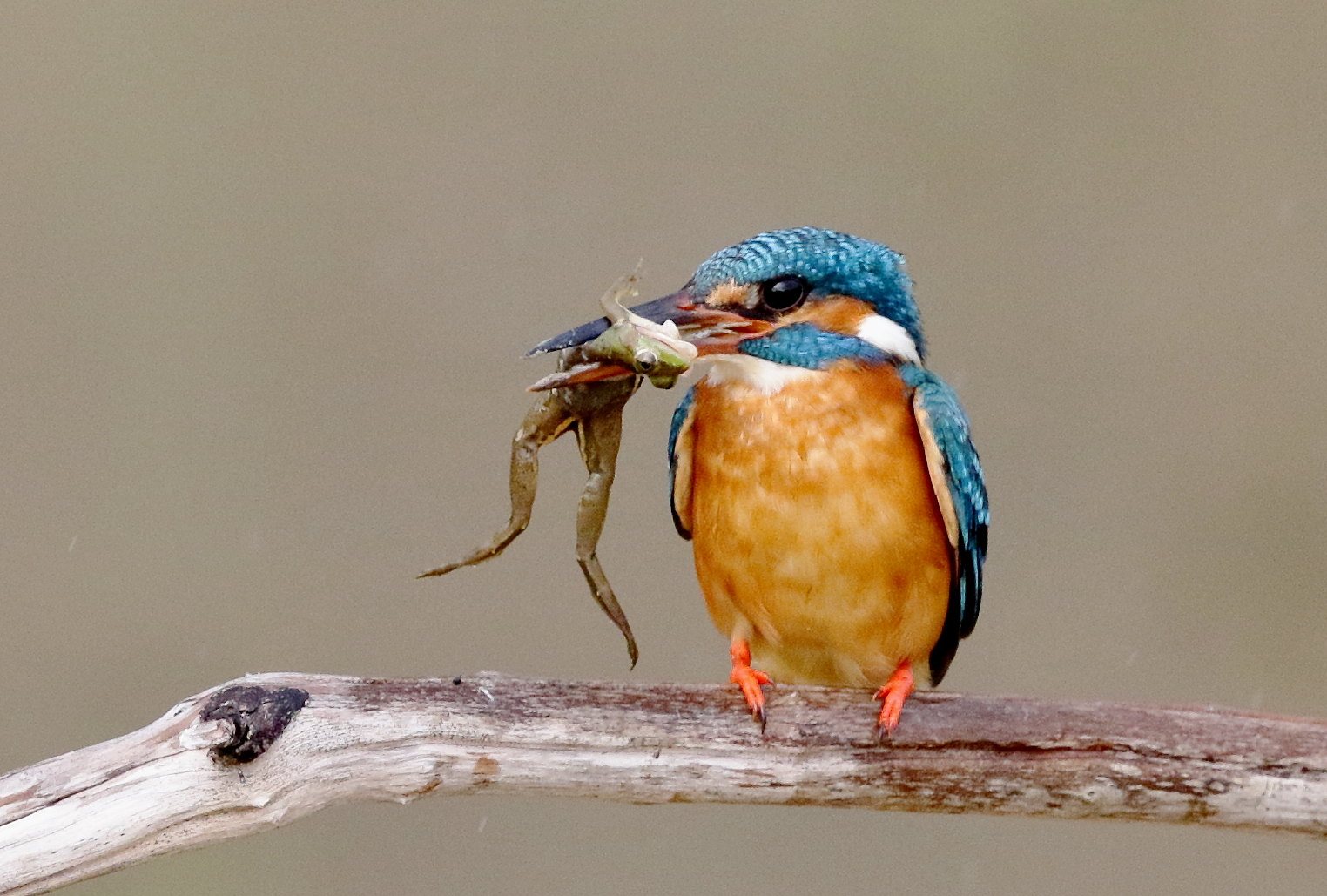
Martin-pêcheur avalant une grenouille.

Un carnassier ou carnivore est un être vivant dont le régime alimentaire est principalement fondé sur la consommation de chairs ou de tissus d'animaux vivants ou morts. La carnivorie concerne de nombreux groupes d'animaux qui peuvent être chasseurs, charognards ou encore parasites mais aussi les plantes carnivores chez qui ce régime est apparu six fois dans cinq ordres différents au cours de l'évolution.
Dans le monde animal et au sein des écosystèmes, pour les carnivores, l'accès à la ressource alimentaire a un coût. Ce coût est énergétique et a aussi des conséquences en matière de sécurité (certaines proies se défendent et peuvent blesser ou tuer le carnivore). Ce coût joue un rôle dans les « équilibres prédateurs-proies ».

## Spécialisations
- Les piscivores ou ichtyophages mangent du poisson, ils peuvent être :
  - d'autres poissons (prédateurs tels que thons ou requins, avec aussi cas fréquents de cannibalisme chez certains poissons) ;
  - des Céphalopodes
  - des mammifères marins (phoques, orques, dauphins par exemple) ;
  - des animaux non marins et non-aquatiques (tels que le pygargue ou l'ours par exemple).
- Les insectivores mangent des insectes et comptent parmi eux de nombreux insectes prédateurs et arachnides, des reptiles, des amphibiens, des poissons, certains oiseaux, mais aussi des mammifères (par exemple Myrmécophagie).
- Les charognards ou nécrophages se nourrissent d'animaux tués par d'autres qu'eux. Les charognards peuvent être nécrophages stricts (on parle de charognard nécrophage, dans ce cas), mais ce n’est pas une généralité. On ne parle généralement de charognards que pour les vertébrés, mais nombre d'invertébrés et notamment d'insectes (mouches, fourmis, coléoptères) sont de grands débarrasseurs de charognes.
- Les carnassiers se nourrissent quasi exclusivement de viande qu'ils ont tuée eux-mêmes contrairement aux omnivores qui ont une alimentation diversifiée et pourront aussi manger des aliments d'origine végétale.

Les carnivores se nourrissent exclusivement ou principalement de produits carnés. Ils peuvent tolérer ou non une part d'éléments végétaux dans leur ration. Ils synthétisent les glucides nécessaires à leurs cellules par le processus appelé néoglucogenèse à partir des protéines ingérées (ce processus qui a lieu principalement dans le foie n'est qu'exceptionnel chez l'homme, par exemple en cas de jeûne). Ils ne peuvent pas se passer d'un apport régulier en acides gras essentiels (présents dans les nourritures d'origine animale), notamment en acide arachidonique. Ils ne doivent pas non plus recevoir de sel car celui-ci est présent dans la viande ou le poisson dont ils se nourrissent, de plus ils ne produisent pas ou peu de sueur, généralement riche en sodium.
Par exemple, le raton laveur, ce procyonidé a un régime omnivore à tendance insectivore. Le renard roux, le chien viverrin et le raton laveur se nourrissent volontiers de fruits et de poissons en dehors de la viande proprement dite.
Ces canidés ainsi que le raton laveur admettent une part significative d'éléments végétaux dans leur ration, les fibres végétales contribuant à la régulation de leur transit digestif ; les rations peuvent être très différentes selon la race de l'animal.
Les félidés tolèrent une petite proportion de végétaux dans leur nourriture mais n'en ont pas besoin, les félins sont en effet parfaitement équipés pour synthétiser du glucose à partir des protéines.
Le vison et le furet sont des mustélidés domestiqués au régime carnivore strict. Leurs besoins sont voisins de ceux du chat ; leur nourriture ne doit pas comporter d'éléments d'origine végétale.

## Menaces liées au régime alimentaire carnivore
En raison de leur position dans la pyramide alimentaire les animaux carnivores (superprédateurs notamment) sont les plus exposés à la bioaccumulation de polluants via le réseau trophique.
Les carnivores ont en moyenne besoin de se déplacer sur des distances plus importantes que les autres pour suivre ou trouver leurs proies. Ils peuvent être attirés par les animaux blessés ou morts, éventuellement empoisonnés, porteurs de grenaille de plomb toxique (source de saturnisme animal) ce qui les surexpose à la pollution routière et au phénomène de roadkill.
Une étude récente (2017) a confirmé que le changement d'affectation des terres et en particulier les routes sont une menace majeure pour la biodiversité, notamment chez les carnivores (mortalité directe et fragmentation des territoires qui isole les populations et affecte leur viabilité à long terme).
C’est la première évaluation faite à échelle planétaire sur l'exposition des mammifères carnivores terrestres aux routes.
Elle prend en compte une estimation des densités critiques des routes et des tailles de patch écopaysagers critiques pour la survie de chaque espèce. Ces données sont intégrées dans un modèle spatialement explicite et incluant les traits de vie de ces espèces.
La distribution de la taille des fragments de paysage a été calculée pour chaque espèce carnivore en croisant la densité du réseau routier globale sur son territoire pour chaque espèce. La proportion des fragments écopaysagers de taille insuffisante (d’après les données disponibles) est utilisée comme indice de la vulnérabilité aux routes, ce qui donne des résultats pouvant sous-estimer le risque réel car ces carnivores sont aussi exposés à d'autres risques (bioconcentration de polluants dans la chaine alimentaire par exemple).
Les carnivores les plus exposés aux routes sont membres de cinq familles : Felidae, Ursidae, Mustelidae, Canidae et Procyonidae. Un tiers de ces espèces n’avaient pas encore été explicitement identifiées par l'UICN comme menacées par les routes.
Selon ce modèle le délai avant extinction pourrait être d’un siècle pour certaines espèces (ex : lynx ibérique) et les espèces devraient disparaitre d’abord dans les régions à densité routière moyenne à élevée (Europe), mais aussi, étonnamment, dans les régions où la densité routière est relativement faible.
Les points chauds quant au nombre d'espèces menacées localement par les routes sont en Amérique du Nord et en Asie. L’étude invite à réévaluer le degré de menaces pour celles des espèces qui n'ont pas déjà été reconnues comme fortement touchées par les routes.
Ce cadre peut être réutilisé à différentes échelles spatiales pour évaluer les effets du développement des réseaux de transport et prioriser différemment la construction routière en identifiant mieux des zones de conservation et les espèces nécessitant des mesures restauratoires, d’atténuation ou de compensatoires adéquates.